# Дунга (Занзібар)

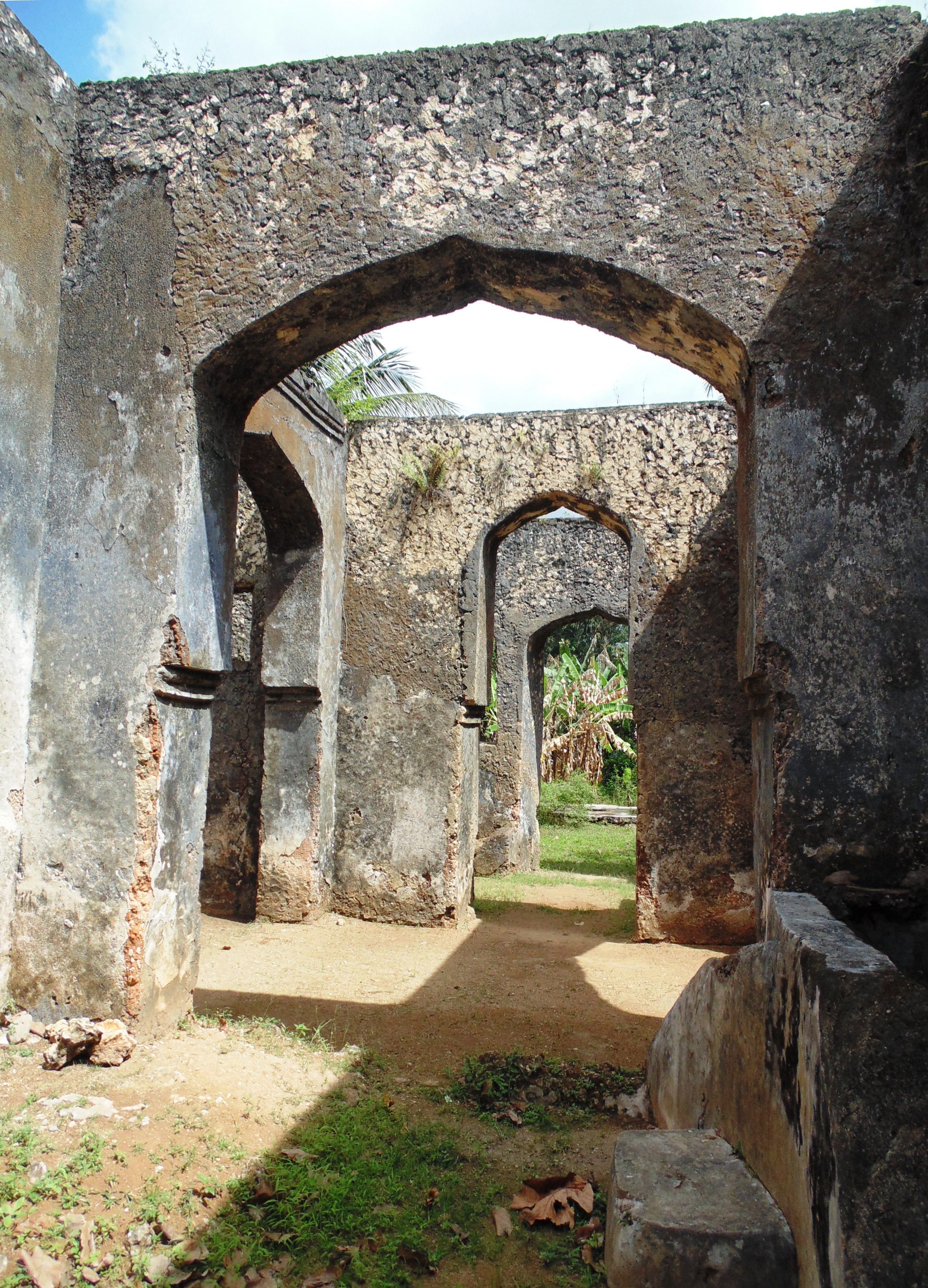
Руїни палацу зсередини

Дунга (суах. Dunga) — поселення на острові Унгуджа (Занзібар), розташоване а 19 км на схід від адміністративного центру острова. В межах поселення збереглися руїни палацу традиційних володарів Унгуджі, мвіні мкуу (суах. Mwenye Mkuu, буквально — «великий господар») з етнічної групи хадіму.

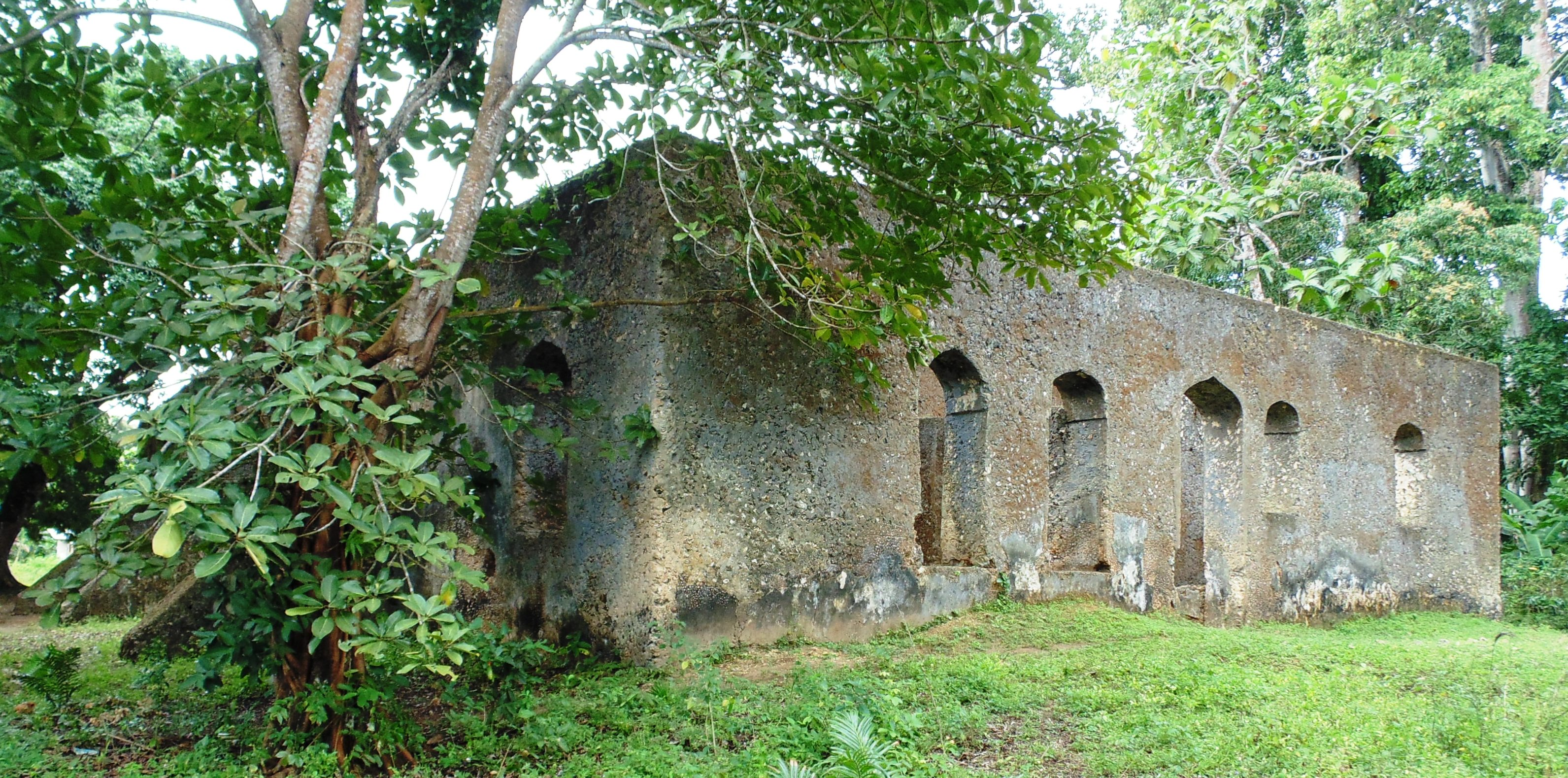
Палац у Дунзі. Загальний вигляд

Палац у Дунзі існував щонайменше з XV ст., проте нинішня будівля була зведена в 1844–1856 роках, за розпорядженням мвене мкуу Мухаммада бін Ахмада бін Гассана ель-Алаві. Збудований навколо центрального двору, палац мав два поверхи і сад на даху.
Останній мвене мкуу помер у 1873 році і не лишив після себе нащадків. Султан Занзібара скористався цим, щоб взагалі ліквідувати інститут традиційних володарів і зосередив всю владу над островом у власних руках.. Будівля палацу у Дунзі дісталася секретарю занзібарського султана Мухаммаду бін Сеїфу. Можливо, саме за його наказом і вікнах будівлі були встановлені вітражі, які тепер знаходяться в занзібарському Домі чудес.
Згодом палац був занедбаний, а в 1910 році — зруйнований.
Під час археологічних досліджень в 1920-х роках на місці палацу були знайдені барабани і ріг, традиційні символи влади в культурі суахілі, а також людські скелети — можливо рабів, принесених в жертву під час зведення фундаменту (змішування крові з будівельним розчином, за переконанням тубільців нібито забезпечувало міцність будівлі).
В 1994 році була проведена часткова реконструкція руїн.